# Dubowce (obwód iwanofrankiwski)
Dubowce (Dubowiec, ukr. Дубівці) – wieś na Ukrainie, w obwodzie iwanofrankiwskim, w rejonie iwanofrankiwskim, w lewobrzeżnej części Dniestru, siedziba gminy.

## Historia
W okresie Korony Królestwa Polskiego wieś leżąca w prowincji małopolskiej, województwie ruskim, powiecie halickim. W latach 1440–1470 wieś była własnością królewską dzierżawioną przez Piotr Odrowąż oraz Mikołaj z Lubina. 
W czasach Królestwa Galicji i Lodomerii, w roku 1854 Dubowce zamieszkiwało 1004 osób.
W okresie II Rzeczypospolitej, Dubowce weszły w skład gminy Marjampol Miasto w powiecie stanisławowskim, w województwie stanisławowskim. Według Spisu Powszechnego przeprowadzonego w 1921 gminę wiejską Dubowce  zamieszkiwało 1884 osób: 72 narodowości polskiej i 1812 narodowości rusińskiej (w tym 421 przysiołek Dehowa). Od 1 sierpnia 1934 r. w ramach reformy na podstawie ustawy scaleniowej wieś weszła w skład gminy Mariampol Miasto.
Według spisu niemieckiego w czasie II wojny światowej w 1943 r. liczba ludności wynosiła 2190. Po II wojnie światowej obszar gminy został odłączony od Polski i włączony do ZSRR Ukraińskiej Socjalistycznej Republiki Radzieckiej, obwód iwanofrankiwski, rejon iwanofrankiwski.
W 2001 r. wieś liczyła 2059 mieszkańców, wśród których 2055 wskazało jako ojczysty język ukraiński, 3 rosyjski, a 1 białoruski.
Od 2020 r. jest siedzibą gminy Dubowce, w jej granicach leżą wsie Wodniki, Woronica, Delejów, Dubowce, Kończaki, Łany, Meducha, Mariampol, Sadki, Tumierz, Tustań, Wołczków.

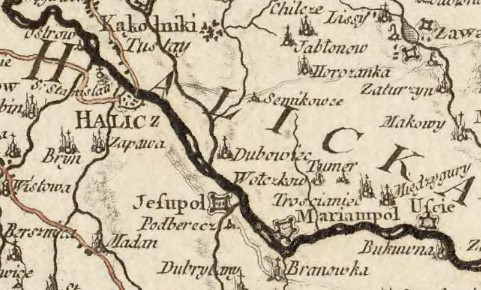
Dubowce (Dubowiec) na mapie z 1722
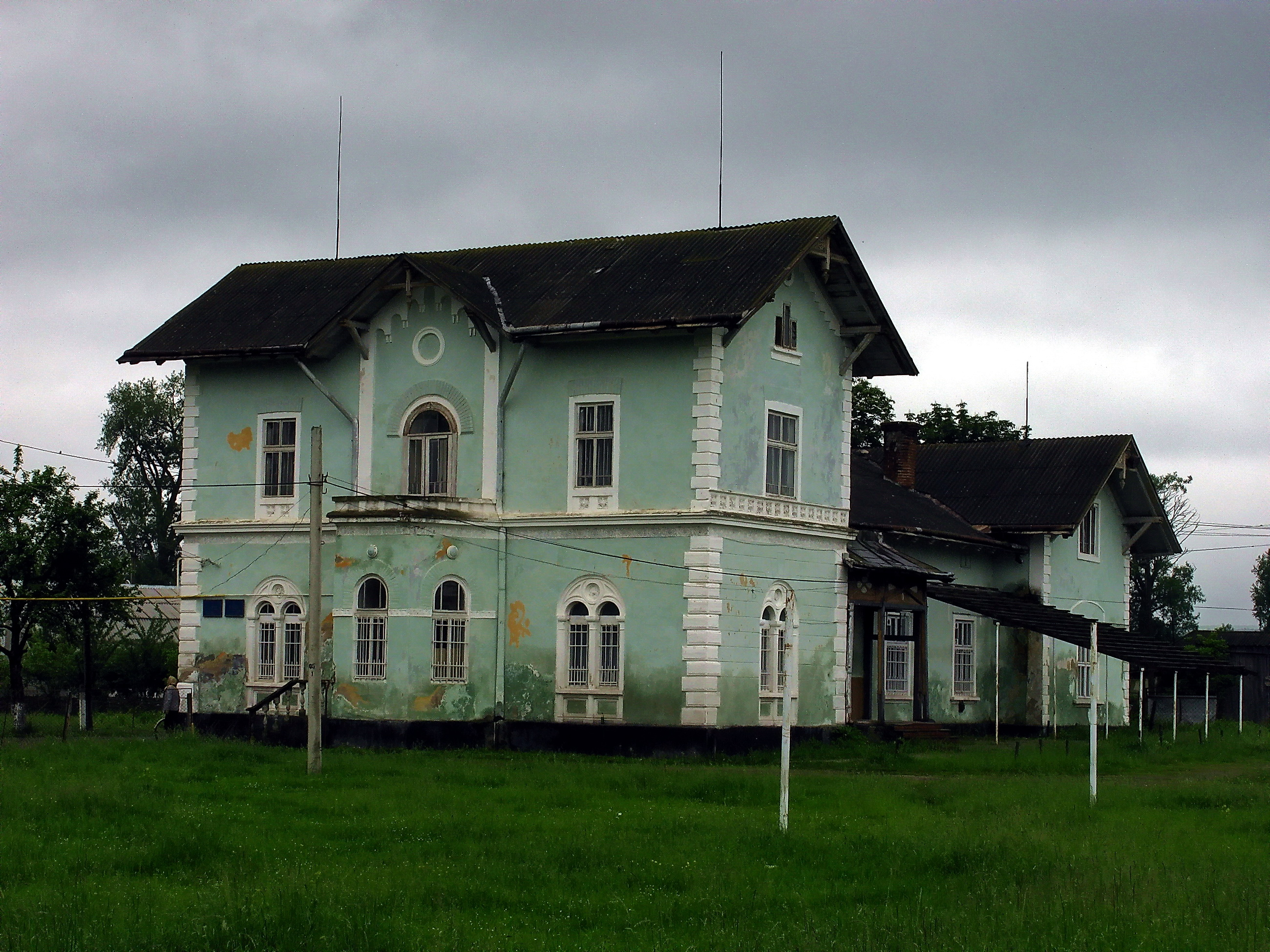
Pałac w Dubowcach (2010)
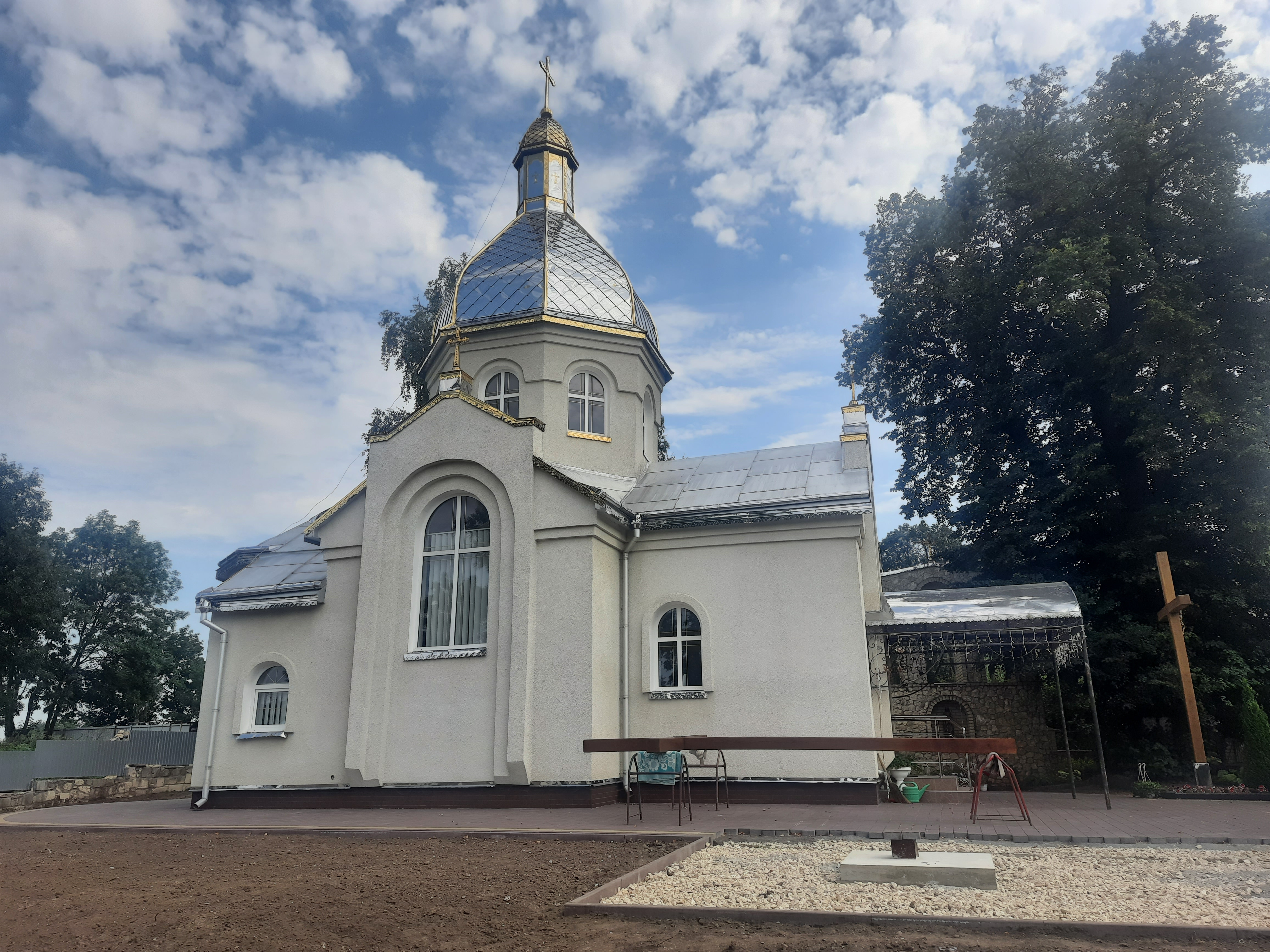
Cerkiew św. Michała Archanioła (2023)